# Elaphidion elongatum
Elaphidion elongatum es una especie de escarabajo longicornio del género Elaphidion, categorizada en la tribu Elaphidiini, de la subfamilia Cerambycinae. Fue descrita por Fisher, en 1942.

## Descripción
Mide 9,3-13,3 mm de longitud.

## Distribución
Se distribuye por Cuba.